# Любати
Любати (пол. Lubaty, нім. Lubingen) — село в Польщі, у гміні Барухово Влоцлавського повіту Куявсько-Поморського воєводства.
Населення — 65 осіб (2011).
У 1975-1998 роках село належало до Влоцлавського воєводства.

## Демографія
Демографічна структура станом на 31 березня 2011 року:
|          | Загалом | Допрацездатний вік | Працездатний вік | Постпрацездатний вік |
| -------- | ------- | ------------------ | ---------------- | -------------------- |
| Чоловіки | 32      | 2                  | 25               | 5                    |
| Жінки    | 33      | 6                  | 13               | 14                   |
| Разом    | 65      | 8                  | 38               | 19                   |